# Jenelle Crooks
Jenelle Crooks, née le 2 juillet 1994 à Perth, est une coureuse cycliste australienne.

## Biographie
Championne d'Australie du contre-la-montre espoirs en 2014, Jenelle Crooks est l'année suivante meilleure jeune du Tour de Thuringe et de la Route de France, qu'elle termine à la septième place. En début d'année 2016, elle est championne d'Australie sur route espoirs. Elle intègre l'effectif de l'équipe professionnelle Orica-AIS en juin 2016.

## Palmarès
- 2013
  - 9e du championnat d'Océanie sur route
- 2014
  -  Championne d'Australie du contre-la-montre espoirs
  - 2e du championne d'Australie sur route espoirs
- 2015
  - 7e de la Route de France et meilleur jeune
- 2016
  -  Championne d'Australie sur route espoirs
  - 3e du championne d'Australie du contre-la-montre espoirs
- 2017
  - 2e du championnat d'Australie du critérium espoirs
  - 6e du Championnat d'Australie sur route

## Classements mondiaux
| Année                                 | 2015 | 2016 | 2017 | 2018 |
| ------------------------------------- | ---- | ---- | ---- | ---- |
| Classement UCI                        | 200e | 661e | 525e | 707e |
| UCI World Tour                        |      | nc   | 174e | 257e |
|                                       |      |      |      |      |
| Légende : nc = non classéSource : UCI |      |      |      |      |